# المستير (طقس ديني)

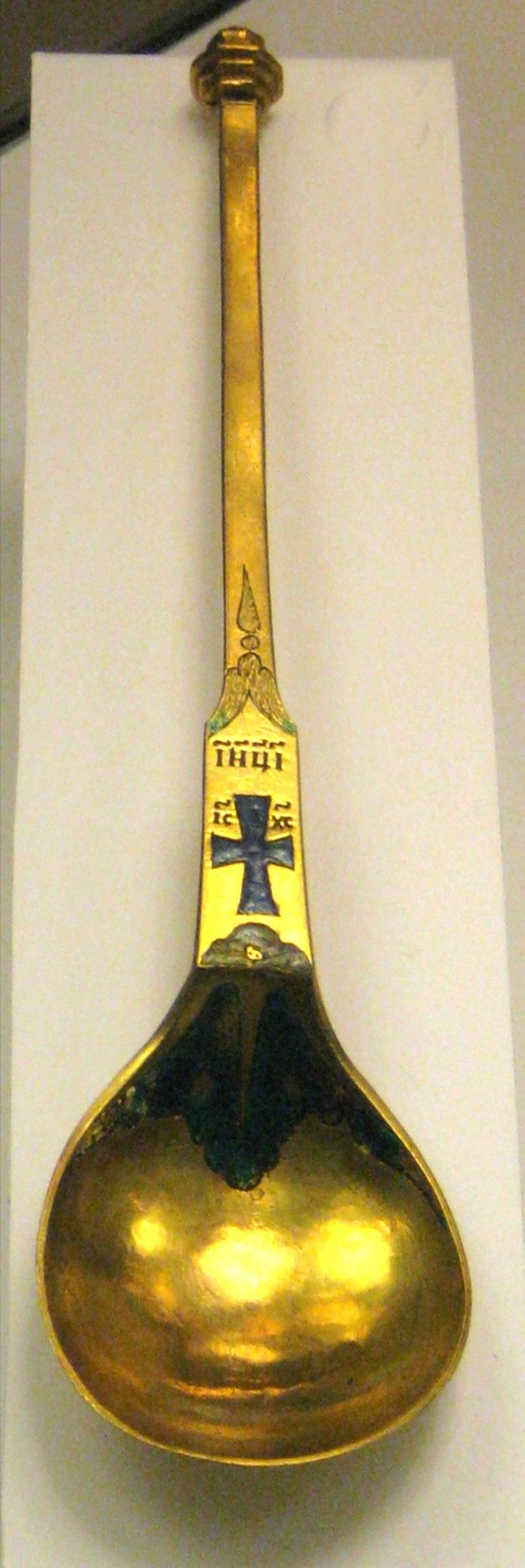
ملعقة الشركة الذهبية في أوكرانيا بأواخر القرن السابع عشر أو أوائل القرن الثامن عشر (متحف الدولة التاريخي، موسكو).

المستير، هي ملعقة من الفضة يعلوها صليب، تُسْتَخدَم في تناول الدم المقدس من كأس الإفخارستيا، والأصل في استعمال الملعقة هو تناول القربان بها، بعد أن صار ممنوعًا تناوله باليد، وتعرفها كنائس الشرق عدا الأرمن والموارنةللكنيسة الأرثوذكسية الشرقية وتلك الكنائس الكاثوليكية الشرقية التي تتبع الطقوس البيزنطية .

## الهدف
في الكنيسة الأولى تلقى الجميع من رجال الدين والأشخاص العاديين على حد سواء التناول المقدس بنفس الطريقة: تقسيم جسد المسيح المكرس (على شكل خبز) في أيديهم ثم وضعه في فمهم، [بحاجة لمصدر] ويرشفون بعدها مباشرة من الكأس، ومع مرور الوقت، حدث قلق من سقوط الفتات بطريق الخطأ على الأرض أو انسكاب بعض دم المسيح المكرس (على شكل نبيذ)، مما أدي إلى استخدام الملاقط، حيث تم خلط العناصر معًا ووضعها بعناية في أفواه المتعبدين. بحلول القرن التاسع ، بدأت الكنيسة في استخدام ملعقة المناولة للأسباب العملية نفسها، وهذه الممارسة لا تزال قائمة حتى اليوم على الرغم من أن رجال الدين لا يزالون يتناولون بالطريقة القديمة وهم يقفون على الطاولة المقدسة ).

## الاستخدام
في الطقوس البيزنطية، عندما يحين وقت شركة المؤمنين، يتلقى المؤمنون جسد المسيح ودمه على حد سواء، دون أن يأخذوا السر في أيديهم. في نهاية القداس يستخدم الشماس الملعقة ليتناول العطايا المتبقية (جسد ودم المسيح)، ثم يفرغ الملعقة والكأس باستخدام النبيذ والماء الساخن.

## روابط خارجية
- مقال الملعقة والنظافة السليمة من قبل معهد البحوث الأرثوذكسية